# East Ilsley
East Ilsley är en civil parish i Storbritannien.   Den ligger i kommunen West Berkshire i riksdelen England, i den södra delen av landet, 80 km väster om huvudstaden London. Antalet invånare är 1 571. Arean är 15,0 kvadratkilometer. East Ilsley gränsar till West Ilsley.
Terrängen i East Ilsley är platt.